# Melcsicmogyoród
Melcsicmogyoród (szlovákul Melčice-Lieskové) község Szlovákiában, a Trencséni kerületben, a Trencséni járásban. Melcsic (Melčice) és Nemesmogyoród (Zemianske Lieskové) községek egyesítésével jött létre.

## Fekvése
Trencséntől 12 km-re délnyugatra, a Vág jobb oldalán fekszik.

## Története
A falu területén már a bronzkorban, valamint a korai szláv időkben is éltek emberek.
Melcsic első írásos említése 1398-ban történik „Myliche” néven, amikor a beckói uradalmat Zsigmond király hívének Stíbor vajdának adja.
Nemesmogyoródot 1478-ban a Szolopnai család birtokaként említik először.
A trianoni békéig mindkét település Trencsén vármegye Trencséni járásához tartozott.
1975-ben egyesítették a két települést.

## Népessége
| Év:            | 1994. | 2004.   | 2014.   | 2024.   |
| -------------- | ----- | ------- | ------- | ------- |
| Emberek száma: | 1541  | 1557    | 1619    | 1713    |
| Eltérés:       |       | +1,03 % | +3,98 % | +5,80 % |

| Év:            | 2023. | 2024.   |
| -------------- | ----- | ------- |
| Emberek száma: | 1719  | 1713    |
| Eltérés:       |       | -0,34 % |

2001-ben 1517 lakosából 1470 szlovák volt.
2011-ben 1574 lakosából 1476 szlovák, 11 cseh, 3-3 bolgár és egyéb, 2 morva, 1-1 magyar, ukrán, lengyel, horvát és 75 ismeretlen nemzetiségű volt.

## Neves személyek
- Kiszsámbokréten hunyt el 1936-ban Szalavszky Gyula politikus, főispán.
- Melcsicen született 1811-ben Kubicza Vince római katolikus plébános.
- Melcsicen született 1821-ben Balogh Ágost Flórián nyitrai tiszteletbeli kanonok és felsőkocskóci plébános.
- Nemesmogyoródon született 1844-ben Zsámbokréthy Lajos népművelő, evangélikus lelkész.
- Nemesmogyoródon született 1898-ban Ján Smrek író, költő.
- Melcsicen született 1930-ban Ľubomír Lipták szlovák történész.

## Nevezetességei
- Melcsic Szentháromság tiszteletére szentelt római katolikus temploma 1611 körül épült. A Melcsici család sírboltja található benne.
- Melcsic közepén áll a 19. században épített Szentháromság kápolna.
- A helyi zsidó közösség egykori közösségi épülete ma magáncégek tulajdona.
- A Szilvay család barokk-klasszicista kastélya Nemesmogyoródon.
- A Zsámbokréti család későklasszicista kastélya a 19. század közepén épült.
- A Szilvay család sírboltja a 19. század végén épült.

## Külső hivatkozások
- Melcsicmogyoród hivatalos oldala
- A község a szlovák múzeumok oldalán
- Községinfó
- A község Szlovákia térképén
- Az alapiskola honlapja
- E-obce.sk Archiválva 2007. november 9-i dátummal a Wayback Machine-ben

## Lásd még
- Melcsic
- Nemesmogyoród
- Vágzsámbokrét